# Корж, Анатолий Владимирович
Анатолий Владимирович Корж (укр. Анатолій Володимирович Корж; 6 августа 1947 года, с. Оболонь, Полтавская область, Украинская ССР — 31 января 2019 года, Киев, Украина) — украинский государственный деятель, депутат Верховной рады Украины I созыва (1990—1994).

## Биография
Родился 6 августа 1947 года в селе Оболонь ныне Семёновского района Полтавской области в крестьянской семье.
С 1962 года учился в ПТУ № 1 г. Днепропетровска. С 1963 года работал токарем Днепропетровского электровозостроительного завода, затем был токарем Днепропетровского завода тяжёлых прессов.
С 1966 года проходил службу в рядах Советской армии. После возвращения из армии с 1969 года работал токарем-карусельщиком ремонтно-механического цеха Днепропетровского завода тяжёлых прессов,
с 1972 года учился в Днепропетровском металлургическом институте, который окончил по специальности «инженер-механик», с 1978 года был конструктором, затем мастером, старшим инженером, токарем-карусельщиком Днепропетровского завода тяжёлых прессов.
Являлся членом КПСС с 1970 года, был профкома завода.
В 1990 году в ходе первых альтернативных парламентских выборов в Украинской ССР был выдвинут кандидатом в народные депутаты трудовым коллективом Днепропетровского завода тяжелых прессов, 18 марта 1990 года в первом туре был избран народным депутатом Верховного совета Украинской ССР XII созыва (в дальнейшем — Верховной рады Украины I созыва) от Бабушкинского избирательного округа № 76 Днепропетровской области, набрал 45,24% голосов среди 18 кандидатов. В парламенте являлся членом комиссии по вопросам обороны и государственной безопасности. Депутатские полномочия истекли 10 мая 1994 года.
С 1992 года был советником, затем помощником премьер-министра Украины Леонида Кучмы. С 1996 по 1997 год работал в администрации президента Украины.
Умер 31 января 2019 года от сердечного приступа в Киеве на бульваре Леси Украинки возле здания Центральной избирательной комиссии.